# 深澤徹
深澤 徹（ふかざわ とおる、1953年 - ）は、日本の文学者。

## 経歴
- 1953年満州開拓団引揚者の子として生まれる
- 1987年桃山学院大学 経済学部 助教授
- 1994年立教大学 文学部 非常勤講師
- 2000年中国北京日本学研究センター派遣教員
- 2002年桃山学院大学 社会学部教授、神奈川大学外国語学部教授、外国語学研究科委員長。

## 研究/受賞
- 『自己言及テキストの系譜学―平安文学をめぐる７つの断章 』2002/10
- 『愚管抄』の＜ウソ＞と＜マコト＞―歴史語りの自己言及性を超え出て』 2006/11
- 『都市空間の文学―藤原明衡と菅原孝漂女』  2008/10
- 『往きて、還る。―やぶにらみの日本古典文学』  2011/09
- 『新・新猿楽記―古代都市平安京の都市表象史』  2018/03